# فرودگاه پرووست
فرودگاه پرووست (به انگلیسی: Provost Airport) یک فرودگاه همگانی است که یک باند فرود آسفالت دارد و طول باند آن ۱۵۲۴ متر است. این فرودگاه در کشور کانادا قرار دارد و در ارتفاع ۶۷۰ متری از سطح دریا واقع شده است.